# Liste der Biografien/Kud
Liste der Biografien |
Portal Biografien |
Personensuche
# |
A |
B |
C |
D |
E |
F |
G |
H |
I |
J |
K |
L |
M |
N |
O |
P |
Q |
R |
S |
T |
U |
V |
W |
X |
Y |
Z |
?
 
Ka |
Kb |
Kc |
Kd |
Ke |
Kf |
Kg |
Kh |
Ki |
Kj |
Kl |
Km |
Kn |
Ko |
Kp |
Kr |
Ks |
Kt |
Ku |
Kv |
Kw |
Ky |
Kx |
Kz
 
Kua |
Kub |
Kuc |
Kud |
Kue |
Kuf |
Kug |
Kuh |
Kui |
Kuj |
Kuk |
Kul |
Kum |
Kun |
Kuo |
Kup |
Kuq |
Kur |
Kus |
Kut |
Kuu |
Kuv |
Kuw |
Kux |
Kuy |
Kuz
Die Liste der Biografien führt alle Personen auf, die in der deutschsprachigen Wikipedia einen Artikel haben. Dieses ist eine Teilliste mit 169 Einträgen von Personen, deren Namen mit den Buchstaben „Kud“ beginnt.

## Kud
- Kud-Swertschkow, Sergei Wladimirowitsch (* 1983), russischer Ingenieur und Raumfahreranwärter

### Kuda
- Kudaba, Česlovas (1934–1993), litauischer Politiker, Mitglied des Seimas und Geograph
- Kudaibergen, Dimash (* 1994), kasachischer Sänger, Songschreiber und MultiinstrumentalistDimash Kudaibergen (* 1994)

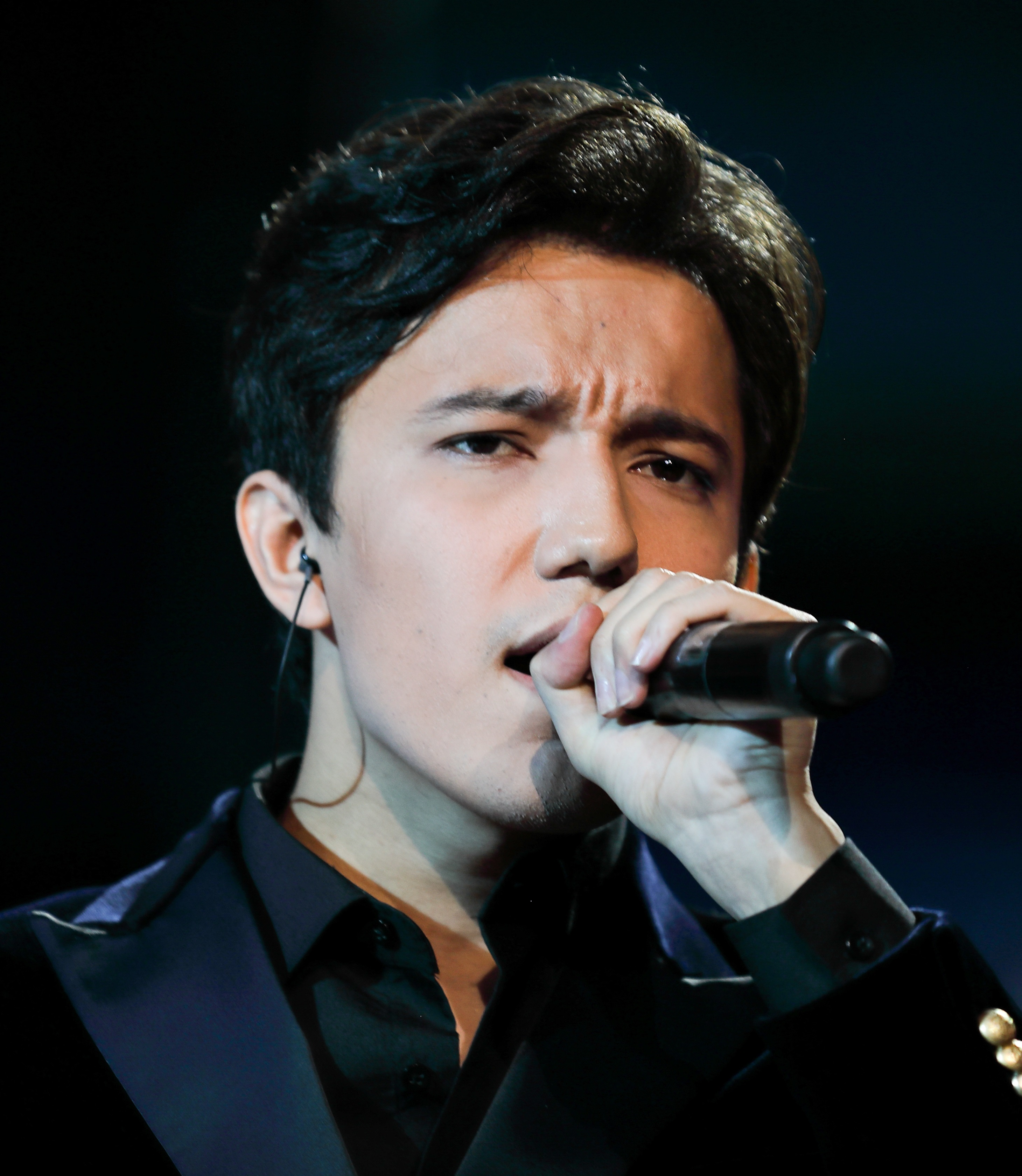
Dimash Kudaibergen (* 1994)

- Kudaka, Tomoo (1963–1999), japanischer Fußballspieler
- Kudala, Julian (* 2002), deutscher Fußballspieler
- Kudara, Kōgi (1945–2004), japanischer Buddhologe
- Kudarat, Muhammad Dipatuan (1581–1671), siebter Sultan von Maguindanao
- Kudarauskienė, Agnė (* 1986), litauische Politikerin
- Kudaschew, Anton (* 1993), kirgisischer Eishockeyspieler
- Kudaschow, Alexei Nikolajewitsch (* 1971), russischer Eishockeyspieler
- Kudaschowa, Darja Andrejewna (* 2003), russische Tennisspielerin
- Kuday, Hüseyin (* 1987), türkischer Fußballspieler
- Kuday, Oktay (* 1979), deutscher Fußballspieler

### Kudd
- Kuddo, Arvo (* 1954), estnischer Wirtschaftswissenschaftler und Politiker

### Kude
- Kudela, Emanuel (1876–1920), tschechischer Radrennfahrer
- Kúdela, Ondřej (* 1987), tschechischer Fußballspieler
- Kudělka, Tomáš (* 1987), tschechischer Eishockeyspieler
- Kudella, Detlev (* 1952), deutscher Fußballspieler
- Kudella, Gereon, deutscher Journalist
- Kudella, Peter (1941–2010), deutscher Politiker (CDU), MdBB
- Kudella, Stefan (* 1981), deutscher Radsportler
- Kudelski, André (* 1960), Schweizer Manager
- Kudelski, Bob (* 1964), US-amerikanischer Eishockeyspieler
- Kudelski, Stefan (1929–2013), polnischer Tontechniker und Unternehmer
- Kudenzow, Sergei Sergejewitsch (* 1978), russischer Radrennfahrer
- Kuder, Heidi, deutsche Leichtathletin und Behindertensportlerin
- Kuder, Karl von (1787–1851), deutscher Politiker, Landtagsabgeordneter Großherzogtum Hessen
- Kuder, Richard (1852–1912), deutscher Architekt
- Kuder, Sabine (* 1962), deutsche Historikerin und Soziologin
- Kuder, Stéphanie (1910–1986), französische Widerstandskämpferin
- Kuder, Ulrich (* 1943), deutscher Kunsthistoriker
- Kuder, Uta-Maria (* 1957), deutsche Politikerin (CDU)
- Kudera, Marian (1923–1944), polnischer Widerstandskämpfer gegen das NS-Regime
- Kudera, Sabine (* 1942), deutsche Soziologin
- Kuderewski, Olivia (* 1989), deutsche Schriftstellerin und Lektorin
- Kudeříková, Marie (1921–1943), tschechische kommunistische Widerstandskämpferin
- Küderli, Natascha (* 1970), Schweizer Künstlerin
- Kudermetow, Eduard Damirowitsch (* 1972), russischer Eishockeyspieler
- Kudermetowa, Polina Eduardowna (* 2003), russische Tennisspielerin
- Kudermetowa, Weronika Eduardowna (* 1997), russische TennisspielerinWeronika Eduardowna Kudermetowa (* 1997)

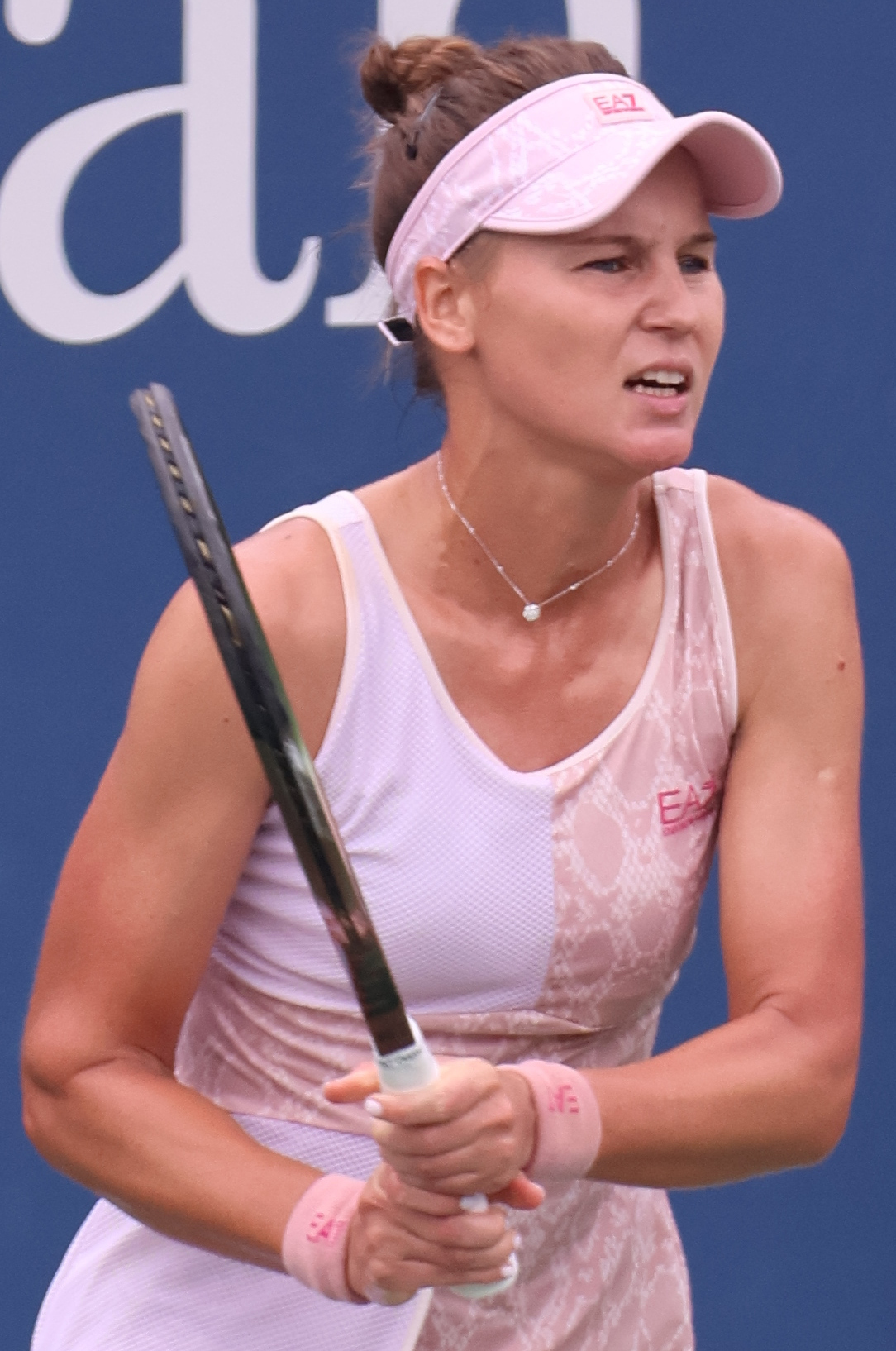
Weronika Eduardowna Kudermetowa (* 1997)

- Kudernatsch, André (* 1970), deutscher Journalist und Autor
- Kudernatsch, Vinzenz (1867–1946), österreichischer Heimatforscher
- Kudert, Stephan (* 1962), deutscher Ökonom und Hochschullehrer

### Kudi
- Kudic, Malik (* 1999), deutscher Basketballspieler
- Kudicke, Robert (1876–1961), deutscher Sanitätsoffizier und Tropenmediziner, verantwortlich für tödliche Menschenversuche
- Kudicke, Uli (* 1955), deutscher Kameramann und Fotograf
- Kudielka, Robert (* 1945), deutscher Kunstwissenschaftler
- Kudijamagomedow, Schamil Kudijamagomedowitsch (* 1993), russischer Ringer
- Kudin, Amar (1992–2024), kroatisch-italienischer Rugbyspieler und Polizist
- Kudinow, Andrei Wiktorowitsch (* 1970), sowjetisch-russischer Eishockeyspieler
- Kudinow, Juri (* 1979), zunächst russischer, jetzt kasachischer Schwimmer
- Kudinow, Sergei Wassiljewitsch (* 1991), russischer Handballspieler
- Kudinow, Wassili Alexandrowitsch (1969–2017), russischer Handballspieler
- Kudinowa, Anastassija (* 1988), kasachische Sprinterin
- Kudinski, Wiktor (1943–2005), sowjetischer Hindernisläufer
- Kudirka, Simas (1930–2023), litauischer Seemann
- Kudirka, Vincas (1858–1899), litauischer Schriftsteller, Journalist und Begründer der Bewegung VarpininkaiVincas Kudirka (1858–1899)

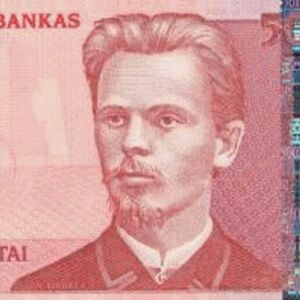
Vincas Kudirka (1858–1899)

### Kudj
- Kudjoe, Hannah (1918–1986), ghanaische Freiheitsaktivistin und Widerstandskämpferin

### Kudl
- Kudla, Bettina (* 1962), deutsche Politikerin (CDU), MdB
- Kudla, Denis (* 1992), US-amerikanischer Tennisspieler
- Kudla, Denis (* 1994), deutscher Ringer
- Kudla, Stephen S. (* 1950), US-amerikanischer Mathematiker
- Kudla, Wolfram (* 1959), deutscher Bauingenieur und Hochschullehrer
- Kudláček, Martina (* 1965), österreichische Filmregisseurin, Drehbuchautorin, Kamerafrau und Filmproduzentin
- Kudláčková, Petra (* 1994), tschechische Handballspielerin
- Kudłacz-Gloc, Karolina (* 1985), polnische HandballspielerinKarolina Kudłacz-Gloc (* 1985)

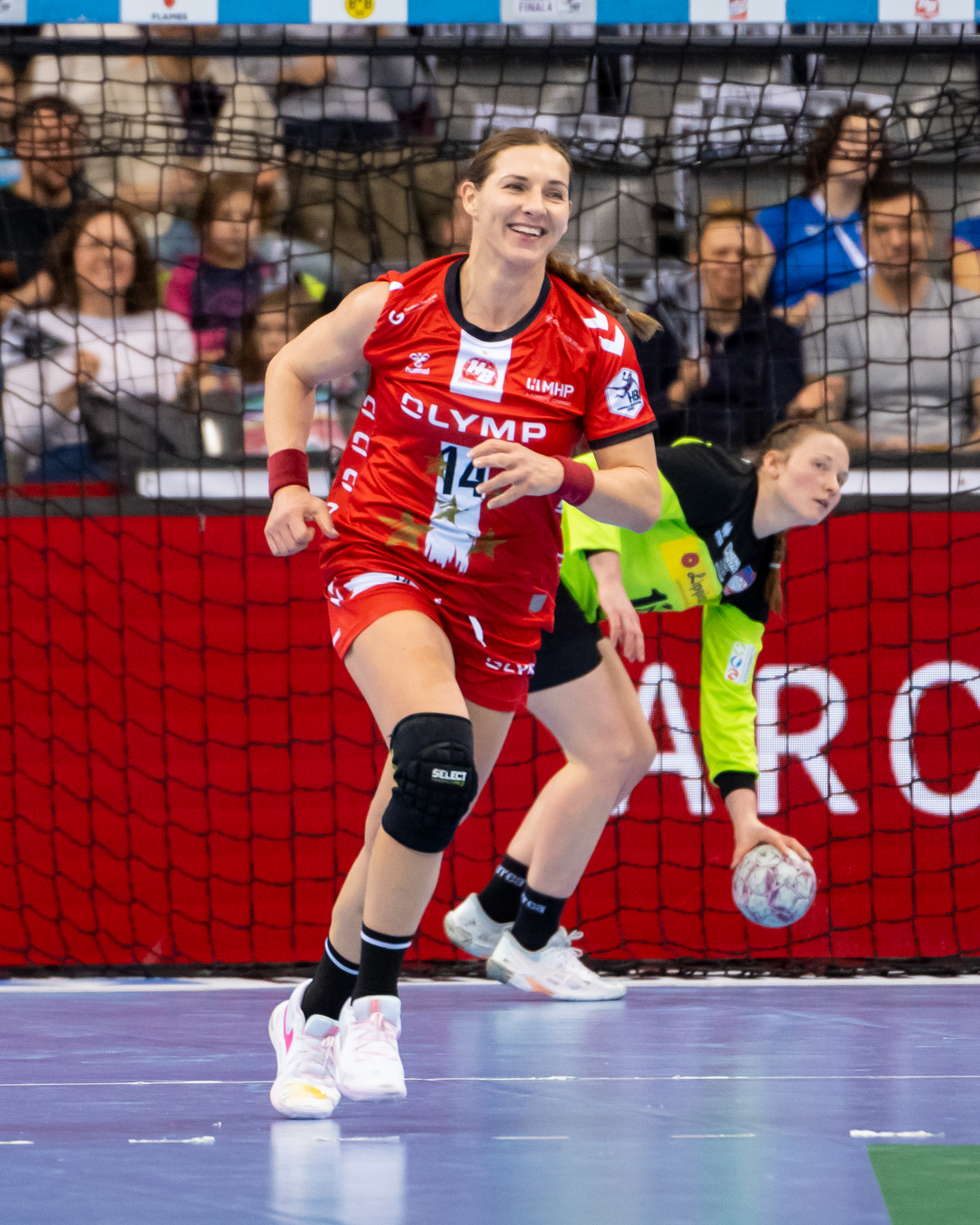
Karolina Kudłacz-Gloc (* 1985)

- Kudławiec, Krzysztof (* 1969), polnischer Geistlicher, römisch-katholischer Bischof von Daule in Ecuador
- Kudler, Josef von (1786–1853), österreichischer Nationalökonom und Jurist
- Kudlich, Hans (1823–1917), österreichischer Arzt und Politiker
- Kudlich, Hans (1849–1928), österreichischer Politiker (DnP), Abgeordneter zum Nationalrat
- Kudlich, Hans (* 1960), österreichischer Bühnenbildner und Ausstellungsarchitekt
- Kudlich, Hans (* 1970), deutscher Rechtswissenschaftler
- Kudlich, Hermann (1809–1886), österreichischer Politiker, Abgeordneter zur Nationalversammlung
- Kudlich, Jörg (1936–2009), deutscher Politiker
- Kudlich, Reinhart (1902–1943), sudetendeutscher Kommunalpolitiker (SdP, NSDAP)
- Kudlich, Walter (1857–1930), österreichischer Jurist und Politiker
- Kudlich, Werner (1903–1945), sudetendeutscher Kunsthistoriker und Museumsdirektor
- Kudlička, Jan (* 1988), tschechischer Stabhochspringer
- Kudlien, Fridolf (1928–2008), deutscher Medizinhistoriker
- Kudlik, Marek (* 1993), polnischer Poolbillardspieler
- Kudlik, Piotr (* 1990), polnischer Poolbillardspieler
- Kudlis, Kristers (* 2006), lettischer Mittel- und Langstreckenläufer
- Kudlow, Larry (* 1947), US-amerikanischer Ökonom und Fernsehmoderator
- Kudlow, Steve (* 1956), kanadischer Musiker

### Kudn
- Kudnarto (1832–1855), erste Aborigines-Frau, die legal einen Kolonisten in Südaustralien heiratete
- Kudnig, Fritz (1888–1979), deutscher Schriftsteller

### Kudo
- Kudō, Aoi (* 2000), japanischer Fußballspieler
- Kudō, Haruka (* 1989), japanische Seiyū
- Kudō, Heisuke (1734–1801), japanischer Unternehmer und Arzt
- Kudō, Hirofumi (* 1959), japanischer Curler
- Kūdo, Hiroshi (* 1974), japanischer Skilangläufer
- Kudō, Kimiyasu (* 1963), japanischer Baseballspieler
- Kudō, Kiyokazu (* 1974), japanischer Fußballspieler
- Kudō, Kōhei (* 1984), japanischer Fußballspieler
- Kudō, Kōhei (* 1990), japanischer Snowboarder
- Kudō, Kōichi (1909–1971), japanischer Fußballspieler und -trainer
- Kudō, Kōta (* 2003), japanischer Fußballspieler
- Kudō, Manato (* 2001), japanischer Fußballspieler
- Kudō, Masashi (* 1951), japanischer Boxer
- Kudō, Masato (1990–2022), japanischer Fußballspieler
- Kudō, Minori (* 1967), japanische Curlerin
- Kudō, Mitsuteru (* 1991), japanischer Fußballspieler
- Kudō, Riho (* 1995), japanische Regisseurin und Drehbuchautorin
- Kudō, Shinsaku (* 2004), japanischer Langstreckenläufer
- Kudō, Yūmu (* 1990), japanischer Fußballspieler
- Kudō, Yūsei (* 1986), japanischer Fußballspieler
- Kudoglu, Dimitar (1862–1940), bulgarischer Unternehmer und Philanthrop
- Kudoh, Youki (* 1971), japanische Schauspielerin und Sängerin
- Kudojarow, Boris Pawlowitsch (1898–1974), russischer Fotograf und Journalist
- Kudorfer, Dieter (* 1940), deutscher Historiker und Bibliothekar

### Kudr
- Kudra, Jan (1937–2023), polnischer Radrennfahrer
- Kudraschowa, Wolha (* 1978), belarussische Biathletin
- Kudrass, Ernst (1924–2019), deutscher Fußballspieler
- Kudriaffsky, Euphemia von (1820–1881), österreichische Schriftstellerin und Malerin
- Kudriaffsky, Johann von (1782–1840), österreichischer Ingenieur und Brückenarchitekt
- Kudriaffsky, Ludwig von (1805–1894), österreichischer General, Marineoffizier und Diplomat
- Kudrick, John Michael (* 1947), US-amerikanischer Geistlicher, emeritierter Bischof von Parma
- Kudrin, Alexei Leonidowitsch (* 1960), russischer Politiker, Finanzminister
- Kudritskaya, Natacha (* 1983), ukrainische Pianistin
- Kudritzki, Horst (1911–1970), deutscher Jazz- und Unterhaltungsmusiker, Komponist
- Kudritzki, Rolf-Peter (* 1945), deutscher Astronom
- Kudrizkaja, Irina, russische Sommerbiathletin
- Kudrjaschewa, Alina Kirillowna (* 1987), russische Dichterin
- Kudrjaschow, Dmitri Alexandrowitsch (* 1985), russischer Boxer
- Kudrjaschow, Fjodor Wassiljewitsch (* 1987), russischer Fußballspieler
- Kudrjaschow, Juri Fjodorowitsch (* 1946), sowjetisch-russischer Biathlet und Biathlontrainer
- Kudrjaschow, Kirill Dmitrijewitsch (* 1987), russischer Biathlet
- Kudrjaschow, Konstantin Iwanowitsch (1946–2007), russischer Konteradmiral
- Kudrjawizki, Anatoli Issajewitsch (* 1954), russisch-irischer Schriftsteller und Übersetzer
- Kudrjawizki, Lenn (* 1975), deutscher Schauspieler, Musiker und AutorLenn Kudrjawizki (* 1975)

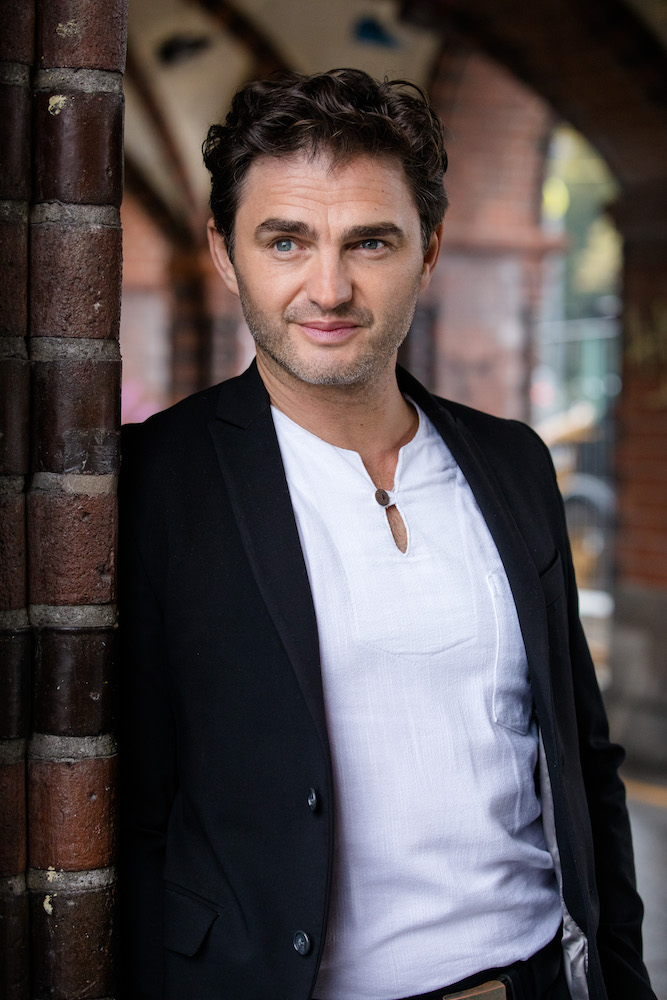
Lenn Kudrjawizki (* 1975)

- Kudrjawizki, Nora (* 1980), deutsche Geigerin und Singer-Songwriterin
- Kudrjawzew, Alexander Michailowitsch (* 1985), russischer Tennisspieler
- Kudrjawzew, Alexander Platonowitsch (* 1962), sowjetischer Ringer
- Kudrjawzew, Alexei Walentinowitsch (* 1972), russischer Schwimmer
- Kudrjawzew, Denis Alexandrowitsch (* 1992), russischer Hürdenläufer
- Kudrjawzew, Konstantin Borissowitsch (* 1980), russischer mutmaßlicher FSB-Offizier und Militärchemiker
- Kudrjawzew, Nikolai Alexandrowitsch (1893–1971), russischer Geologe
- Kudrjawzew, Nikolai Nikolajewitsch (* 1950), russischer Physiker und Hochschullehrer
- Kudrjawzew, Sergei (* 1995), kasachischer Eishockeytorwart
- Kudrjawzew, Waleri Borissowitsch (1936–2021), sowjetisch-russischer Mathematiker, Kybernetiker und Hochschullehrer
- Kudrjawzew, Wladimir, russischer Jazzmusiker
- Kudrjawzew-Platonow, Wiktor Dmitrijewitsch (1828–1891), russischer Theologe und Philosoph
- Kudrjawzewa, Alla Alexandrowna (* 1987), russische Tennisspielerin
- Kudrjawzewa, Galina Petrowna (1947–2006), sowjetische bzw. russische Geochemikerin und Hochschullehrerin
- Kudrjawzewa, Jana Alexejewna (* 1997), russische rhythmische SportgymnastinJana Alexejewna Kudrjawzewa (* 1997)

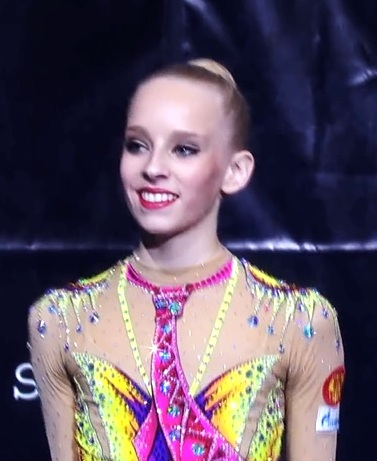
Jana Alexejewna Kudrjawzewa (* 1997)

- Kudrjawzewa, Lera (* 1971), russische Moderatorin und Schauspielerin
- Kudrjawzewa, Olga Nikolajewna (1896–1964), russische bzw. sowjetische Bildhauerin und Hochschullehrerin
- Kudrjawzewa, Stefanija Alexejewna (1908–1990), russisch-sowjetische Agronomin
- Kudrna, Andrej (* 1991), slowakischer Eishockeyspieler
- Kudrna, Bohumil (1920–1991), tschechoslowakischer Kanute
- Kudrna, Jaroslav (* 1975), tschechischer Eishockeyspieler
- Kudrnofsky, Wolfgang (1927–2010), österreichischer Schriftsteller, Journalist, Fotograf und Film- und Hörspielautor
- Kudrnovský, Dušan (* 1975), tschechischer Skibobfahrer
- Kudroč, Kristián (* 1981), slowakischer Eishockeyspieler
- Kudrow, Lisa (* 1963), US-amerikanische SchauspielerinLisa Kudrow (* 1963)

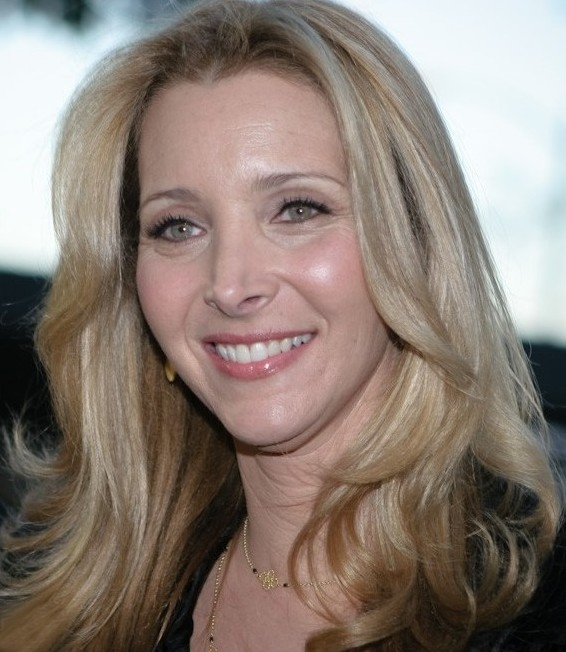
Lisa Kudrow (* 1963)

- Kudrowa, Irma Wiktorowna (* 1929), russische Philologin und Literaturwissenschaftlerin
- Kudrycka, Barbara (* 1956), polnische Politikerin, MdEP sowie Rechts- und Verwaltungswissenschaftlerin

### Kuds
- Kudselitsch, Swjatlana (* 1987), belarussische Langstreckenläuferin
- Kudszus, Hans (1901–1977), deutscher Aphoristiker

### Kudu
- Kudu, Reet (* 1949), estnische Schriftstellerin, Choreografin und Übersetzerin
- Kuduchow, Bessik Serodinowitsch (1986–2013), russischer Ringer
- Kudur-Enlil I., kassitischer König von Babylon
- Kudur-Mabuk, amurritischer Heerführer und Vater einer Entu-Priesterin in Ur
- Kudus, Merhawi (* 1994), eritreischer Straßenradrennfahrer
- Kudus, Mohammed (* 2000), ghanaischer Fußballspieler
- Kuduzović, Lina (* 2002), slowenische Sängerin
- Kuduzulusch I., elamitischer Herrscher

### Kudz
- Kudzia, Lucjan (* 1942), polnischer Rennrodler
- Kudzys, Algirdas (* 1956), litauischer Politiker